# Casey Ruggles
Casey Ruggles est une bande dessinée de western de l'Américain Warren Tufts diffusé sous forme de comic strip par United Features Syndicate du 22 mai 1949 à octobre 1955.
Cette série réaliste a beaucoup de succès grâce au travail méticuleux de l'auteur, qui a du mal à tenir seul les dates de rendu et travaille avec de nombreux assistants. En 1954, Tufts entre en conflit avec United Features et quitte la série pour préparer un nouveau western qu'il diffuserait seul. Casey Ruggles est alors confiée à Al Carreño, mais la série est arrêtée peu après en octobre 1955.
Traduite en français dès 1950, Casey Ruggles fait l'objet de publications régulières jusqu'en 1980, dont huit albums publiés par les éditions Michel Deligne entre 1978 et 1980.